# フードサイエンティスト
フードサイエンティストとは、食品科学教育協議会が認定する民間資格。

## 概要
食品科学教育協議会では「食品に関する科学的な知識をベースに、食品関連の技術者として働くスペシャリストに与えられる称号」としている。
協議会が承認した大学・短期大学・専門学校の学部・学科・専攻において、協議会が指定した科目を全て履修して単位を修得し、資格認定研修会に参加しレポートを提出して、大学・短期大学・専門学校の学部・学科・専攻を卒業することで、食品科学技術認定証書が授与され、フードサイエンティストを名乗ることが出来る。※単位を全て修得しただけで、研修会を欠席した、あるいは、研修会に参加したがレポートを出していない、といった場合は、食品科学技術認定証書は授与されず、フードサイエンティストを名乗ることは出来ない。

## フードサイエンティスト必修科目20単位
- 基礎必修科目　合計11単位以上
  - 食品科学分野　講義または演習4単位以上＋実験または実習2単位以上＝合計6単位以上
    - （科目名の例）食品学総論、理化学基礎実験、食品分析実験、食品学実験など

  - 食品微生物学　講義または演習4単位以上＋実験または実習1単位以上＝合計5単位以上
    - （科目名の例）食品衛生学、食品微生物学、食品微生物学実験、応用微生物学、応用微生物学実験など

- 特別研修実習　9単位以上
  - 講義または演習4単位以上・・・食品学各論、食品加工学、食品官能検査・鑑別演習など
  - 実験または実習5単位以上・・・生化学実験、食品衛生学実験、食品加工学実習、応用調理学実習、解剖生理学実験、食品添加物実験、バイオテクノロジー実験、調理科学実験など

- 資格認定研修は、食品科学教育協議会が行う、1回90分の講習会・研修会である。毎年10月頃に、食品科学教育協議会から、協議会が承認した大学・短期大学・専門学校の学部・学科・専攻へ、講師が訪問し、実施される。
- レポートは、講習会の内容をテーマとし、1000字以内にまとめて提出する。その後、食品科学教育協議会が行う書類審査に合格する必要がある。レポートの優秀作については、協議会の機関誌に掲載される。